# سیارک ۷۰۷۴
سیارک ۷۰۷۴ (به انگلیسی: 7074 Muckea، نامگذاری:1977RD3) هفت هزار و هفتاد و چهارمین سیارک کشف شده‌است که در ۱۰ سپتامبر ۱۹۷۷ کشف شد.
قدر مطلق سیارک برابر ۱۴٫۱۰ است.